# داء الكلب لدى الحيوانات
لدى الحيوانات، يمثل داء الكلب أحد الأمراض الفيروسية حيوانية المنشأ الموجهة للعصب التي تسبب التهاب الدماغ وتنتهي عادة بالموت. يصيب داء الكلب الثدييات بشكل أساسي، ويتطور نتيجة العدوى بفيروس داء الكلب. أظهرت التجارب المخبرية أيضًا قدرة الفيروس على إصابة الطيور، بالإضافة إلى إصابة الخلايا المزروعة العائدة إلى الطيور، والزواحف والحشرات. تتعرض أدمغة الحيوانات المصابة بداء الكلب للتدهور. نتيجة لذلك، تميل هذه الحيوانات إلى إظهار سلوكيات غريبة وغالبًا ما تصبح عدوانية، ما يزيد من احتمالية عض شخص ما أو حيوان آخر وانتقال عدوى المرض إليه.
بالإضافة إلى العدوانية غير المنطقية، يمتلك الفيروس القدرة على تحريض رهاب الماء («الخوف من الماء») – تختبر المصاب تقلصات عضلية مؤلمة في الحلق أو الحنجرة عند محاولة شرب الماء أو بلعه – إلى جانب زيادة إفراز اللعاب. يساهم هذا في زيادة خطر انتقال العدوى، نظرًا إلى تضاعف الفيروس وتراكمه في الغدد اللعابية وانتقاله بشكل أساسي عن طريق العض. قد يؤدي تراكم اللعاب في بعض الأحيان إلى ظهور تأثير «رغوة الفم»، الذي يرتبط لدى العامة والثقافة الشعبية بشكل شائع مع داء الكلب لدى الحيوانات؛ مع ذلك، لا يظهر هذا التأثير في جميع حالات داء الكلب، ويمكن للفرد حمله دون ظهور أعراض نمطية.
تحدث غالبية حالات انتقال عدوى فيروس الكلب من الحيوانات المصابة إلى البشر في الدول النامية. في عام 2010، أظهرت التقديرات وفاة ما يقارب 26,000 شخص جراء هذا المرض، إذ شهدت وفيات الكلب تراجعًا مقارنة بعام 1990 الذي سجل 54,000 وفاة. تفيد تقارير منظمة الصحة العالمية (دبليو إتش أو) أن الوفيات البشرية الناجمة عن داء الكلب عائدة بشكل رئيسي إلى الكلاب، التي ساهمت بما يصل إلى 99% من حالات انتقال العدوى إلى البشر. من الممكن الوقاية من داء الكلب لدى الكلاب، والبشر والحيوانات الأخرى عن طريق اللقاحات.

## مراحل المرض
يمكن رصد مراحل تطور داء الكلب التالية لدى الكلاب وغيرها من الحيوانات.
1. تحدث المرحلة الأولى على فترة متراوحة من يوم إلى ثلاثة أيام وتتميز بتغيرات سلوكية ويمكن الإشارة إليها باسم المرحلة البادرة.
2. تتسم المرحلة الثانية بالاستثارية، التي تستمر من ثلاثة إلى أربعة أيام. تمثل هذه المرحلة ما يُعرف غالبًا باسم داء الكلب الغاضب بسبب ميل الحيوان المصاب إلى إظهار ردود فعل مفرطة على المنبهات الخارجية وعض أي شيء على مقربة منه.
3. تُعرف المرحلة الثالثة باسم مرحلة الشلل أو «البلاهة» وتحدث نتيجة تلف العصبونات الحركية. تظهر الحيوانات المصابة حالة من انعدام التنسيق بسبب شلل الأطراف الخلفية بالإضافة إلى سيلان اللعاب وصعوبة البلع الناجمين عن شلل عضلات الحلق والوجه. يؤدي هذا إلى فقدان قدرة المضيف على البلع ما يسبب سيلان اللعاب من الفم. يجعل هذا بدوره العض الطريقة الأكثر شيوعًا لنقل العدوى، إذ تقع التراكيز الأعلى للفيروس في الحلق والخدين، ما يسبب تلوثًا هائلًا في اللعاب. عادة ما تحدث الوفاة نتيجة توقف التنفس.[7]

## الثدييات

### الخفافيش
يمكن رصد داء الكلب المنقول عن طريق الخفافيش في جميع أنحاء أمريكا الشمالية والجنوبية إلا أنه خضع للدراسة عن كثب للمرة الأولى في جزيرة ترينيداد التابعة لجزر الهند الغربية. شهدت هذه الجزيرة خسائر كبيرة في أعداد الماشية والبشر على حد سواء بسبب الخفافيش المسعورة. على مدى 10 سنوات بين عامي 1925 و1935، توفي 89 شخص وآلاف الماشية جراء هذا المرض - «أعلى معدل وفيات بشرية مسجلة في أي مكان وناجمة عن الخفافيش المصابة بداء الكلب حتى الآن».
في عام 1931، اكتشف د. جوزيف لينوكس باوان، أخصائي علم البكتيريا التابع للحكومة، من ترينيداد في جزر الهند الغربية، أجسام نيغري في دماغ خفاش ذي عادات غير اعتيادية. في عام 1932، اكتشف د. باوان قدرة الخفافيش مصاصة الدماء المصابة على نقل فيروس الكلب إلى الإنسان والحيوانات الأخرى. في عام 1934، أطلقت حكومة ترينيداد وتوباغو برنامجًا للقضاء على الخفافيش مصاصة الدماء، مع تشجيع إجراء الفحوصات اللازمة في مباني الماشية وتقديم برامج اللقاحات المجانية للماشية المعرضة لخطر العدوى.
بعد افتتاح مختبر ترينيداد الفيروسي الإقليمي في عام 1953، أثبت آرثر غرينهال إصابة ما لا يقل عن ثمانية أنواع من الخفافيش الموجودة في ترينيداد بداء الكلب؛ بما في ذلك خفاش مصاص الدماء الشائع، وخفاش مصاص الدماء أبيض الجناح النادر بالإضافة إلى نوعين موجودين بوفرة من خفافيش الفاكهة: خفاش سيبا قصير الذيل وخفاش الفاكهة الجامايكي.
تشير تسلسلات البيانات الأخيرة إلى أن مجموعة من أحداث إعادة التركيب لدى خفاش أمريكي ما مسؤولة عن وصول فيروس داء الكلب الحديث إلى رأس النطاق الخارجي للبروتين «جي» منذ آلاف السنين. حدث هذا التغير لدى كائن حي مصاب بفيروس داء الكلب وفيروس لاحم منفصل على حد سواء. أدت إعادة التركيب هذه إلى الانتقال الذي منح داء الكلب معدل نجاح جديد عبر العوائل إذ أصبح الآن النطاق الخارجي للبروتين «جي»، المسؤول عن التحكم في الربط ومستقبلات «بّي إتش»، مناسبًا أيضًا للعوائل اللاحمة. 

### القطط
في الولايات المتحدة، تشير التقارير الواردة إلى إصابة القطط المنزلية بداء الكلب بشكل أكثر شيوعًا من الحيوانات الأخرى. حتى عام 2008، أبلغت التقارير في الولايات المتحدة عن إصابة 200 إلى 300 قطة بداء الكلب سنويًا؛ في عام 2017، أبلغت التقارير عن إصابة 276 قطة بداء الكلب. حتى عام 2010، في كل عام منذ 1990، فاق عدد حالات داء الكلب المبلغ عنها لدى القطط تلك المبلغ عنها لدى الكلاب.
تُعد القطط التي تمتلك حرية التنقل إلى خارج المنزل ولم تتلق اللقاحات اللازمة الفئة الأكثر عرضة لخطر الإصابة بداء الكلب، نظرًا إلى احتمال تلامسها مع الحيوانات المصابة. غالبًا ما تُصاب القطط بالفيروس أثناء الشجار مع قطط أو حيوانات أخرى إذ يمكنه الانتقال عن طريق العض، أو اللعاب أو الأغشية المخاطية والجروح الحديثة. قد تستمر فترة حضانة الفيروس من يوم واحد إلى أكثر من سنة قبل ظهور أي أعراض. تتميز الأعراض ببدء سريع وقد تشمل كلًا من العدوانية غير المعتادة، والأرق، والخمول، وفقدان الشهية، والضعف، والارتباك، والشلل والنوبات. يُوصى بإعطاء القطط اللقاحات اللازمة (بما في ذلك اللقاحات المعززة) من قبل الطبيب البيطري للوقاية من الإصابة بداء الكلب لدى القطط التي تمتلك حرية التنقل خارج المنزل.